# Assemblée de Sainte-Lucie
12e législature
Bâtiment du Parlement
L'Assemblée de Sainte-Lucie (en anglais : House of Assembly of Saint Lucia) est la chambre basse du parlement bicaméral de Sainte-Lucie.

## Système électoral
L'Assemblée de Sainte-Lucie est composée de 17 sièges pourvus au scrutin uninominal majoritaire à un tour dans autant de circonscriptions électorales. Le Président de l'Assemblée est élu par les dix-sept membres et peut venir de l'extérieur de la Chambre, ce qui porte parfois le nombre de personnes composant l'Assemblée à 18.